# Nostoc Flats
Koordinaten: 78° 3′ S, 163° 41′ O
Die Nostoc Flats sind eine kleine glaziale Ebene an der Scott-Küste des ostantarktischen Viktorialands. Sie liegt östlich des südlichen Ausläufers des Joyce-Gletschers.
Das New Zealand Geographic Board benannte sie 1994 nach den Cyanobakterien der Gattung Nostoc, welche die Ebene besiedeln.